# Proaktivität
Proaktivität (Adjektiv proaktiv) ist ein durch die Übernahme des englischen Begriffs „Proactivity“ entstandener Neologismus. Etymologisch ist das Wort eine Kombination von griechischem Präfix pro (bevor) und lateinischem Wortstamm activus (tätig). Proaktives Handeln bezeichnet vorausplanendes Handeln als positiv konnotiertes Antonym zu reaktivem Handeln.

## Bedeutung
Gemäß Duden bedeutet proaktiv „durch differenzierte Vorausplanung und zielgerichtetes Handeln die Entwicklung eines Geschehens selbst bestimmend und eine Situation herbeiführend“. Der Fremdwörter-Duden erfasst das Wort seit der 3. Auflage 2003. Proaktivität bezeichnet initiatives Handeln – im Gegensatz zu einem abwartenden oder reagierenden Handeln – und beinhaltet auch eine besondere Bejahung des Handelns als innere Einstellung.
Während Aktivität nicht zwingend planvoll ist (z. B. in Form von blindem Aktionismus), setzt proaktives Handeln eine Vorausplanung und eine Erwartungshaltung voraus.
Im angelsächsischen Sprachraum ist der Begriff – aus dem Bereich des Managements kommend – deutlich weiter verbreitet, jedoch auch erst seit der Jahrtausendwende.

## Verwendung in der Fachliteratur
Im deutschen Sprachraum wurde der Begriff Proaktivität 1946 von Viktor E. Frankl im psychologischen Kontext eingeführt. Das Wort bezeichnet dort die bewusste Steuerung des eigenen Verhaltens unabhängig von äußeren Einflüssen, indem das Schema von Reiz und darauf folgender Reaktion durchbrochen wird.
Weite Verbreitung fand der Begriff durch den Selbstfindungs-Bestseller 7 Wege zur Effektivität (The Seven Habits of Highly Effective People, 1989) des US-amerikanischen Schriftstellers Stephen R. Covey.
Der Begriff findet sich darüber hinaus vielfach im wirtschaftswissenschaftlichen Schrifttum oder in der Managementliteratur, in der deutschen u. a. bei Christian Scholz, Personalmanagement, 1989, S. 13. Scholz definiert: „Proaktivität bedeutet frühzeitiges Handeln, noch ehe die Umwelt das Unternehmen zu (reaktiven) Maßnahmen zwingt.“ Später erweitert Scholz den Begriff im Sinne einer Szenario-Technik auf „frühzeitiges und differenziertes Vorbereiten auf mindestens zwei unterschiedliche Umweltkonstellationen oder bewusstes Gestalten ausgewählter strategischer Tatbestände in eine Richtung“ (Personalmanagement, 5. Aufl. 2000).
Für andere Autoren büßt der so verstandene Begriff seine Trennschärfe ein und bezeichnet einen Sachverhalt, der sich auch allgemein mit dem Begriff Planung übersetzen lässt. So begreift etwa Wolfgang H. Staehle den Begriff Proaktivität: Planung bedeute gerade das frühzeitige Vorbereiten auf antizipierte Umweltkonstellationen, das die Proaktivität für sich in Anspruch nimmt.

## Verwendung im Alltag
- In Stellenanzeigen wird von Bewerbern erwartet, dass sie proaktiv „agieren“, „reagieren“, „handeln“, „erkennen“, „informieren“, „Probleme lösen“ und „Lösungen suchen“.[4] Dieselben Verben wurden bis Ende der 2000er Jahre in gleicher Weise mit aktiv verknüpft.[5]
- Die Werbung arbeitet u. a. mit Personen fortgeschrittenen Alters, die erstaunlich jung und frisch wirken, weil sie fleißig proaktiv etwas für ihre Gesundheit und ihre körperliche Leistungsfähigkeit tun, im Gegensatz zu einer bloß symptomatischen Behandlung schon eingetretener Erkrankungen.